# ナイジェル・シンクレア
ナイジェル・シンクレア（Nigel Sinclair、1948年3月31日 - ）は、スコットランドの映画プロデューサー。

## 作品
- パークランド ケネディ暗殺、真実の4日間
- 伝説のレーサーたち -命をかけた戦い-
- ラッシュ/プライドと友情
- オーバードライヴ
- ミス・エージェント So Undercover (2012)
- エンド・オブ・ウォッチ
- ウーマン・イン・ブラック 亡霊の館
- アンディフィーテッド 栄光の勝利
- スーパー・チューズデー 〜正義を売った日〜
- ウェイバック -脱出6500km-
- モールス
- シャッフル2 エクスチェンジ
- マインドハンター
- サスペクト・ゼロ
- 閉ざされた森
- ライフ・オブ・デビッド・ゲイル
- ターミネーター3
- ナショナル・セキュリティ
- ダーク・スティール
- 愛の落日
- K-19
- エニグマ
- ウェディング・プランナー
- シャンプー台のむこうに
- ハロルド・スミスに何が起こったか？
- 恋の骨折り損
- ムーンライト・ドライブ
- もういちど殺して
- ジョージ・ハリスン/リヴィング・イン・ザ・マテリアル・ワールド
- ザ・フー：アメイジング・ジャーニー - Amazing Journey: The Story of The Who
- ボブ・ディランの頭のなか
- ボブ・ディラン：ノー・ディレクション・ホーム - No Direction Home（第48回グラミー賞 最優秀長編ミュージック・ビデオ）
- フー・ファイターズ：バック・アンド・フォース - Foo Fighters: Back and Forth（第54回グラミー賞 最優秀長編ミュージック・ビデオ）